# Catedral de Cuenca (Espanha)
A Catedral de Santa María e San Julián de Cuenca é o templo principal da cidade e a sé episcopal da diocese de Cuenca, na arquidiocese de Toledo, Espanha. Expressão única na Península Ibérica da arte gótica anglo-normanda,foi construída no século XII. O templo é de grandes dimensões, tem um comprimento de 120 metros e 36 metros de altura, em sua área central interna, ocupando uma área de 10 000 metros quadrados.
Sabe-se que a esposa do rei Afonso VIII, Eleanor Plantageneta (1160-1214) filha do rei Henrique II Plantageneta da Inglaterra e irmã de Ricardo Coração de Leão, foi a inspiração deste majestoso edifício, aconselhada por seus cavaleiros anglo-normandos. Portanto a Catedral de Cuenca apresenta elementos que o diferenciam de muitas catedrais góticas que existem em Espanha, com influência francesa.
Este templo é coberto por abóbadas sexpartitas que começam de um pacote de pequenas colunas. A nave é separada do lado por grandes arcos ogivais que repousam sobre pilares maciços de diferentes espessuras. Seu clerestório é único em Espanha, devido à sua origem e sua função ornamental enfatiza a sua solução original para neutralizar a pressão das abóbadas.

## Mistérios escondidos na Catedral de Cuenca

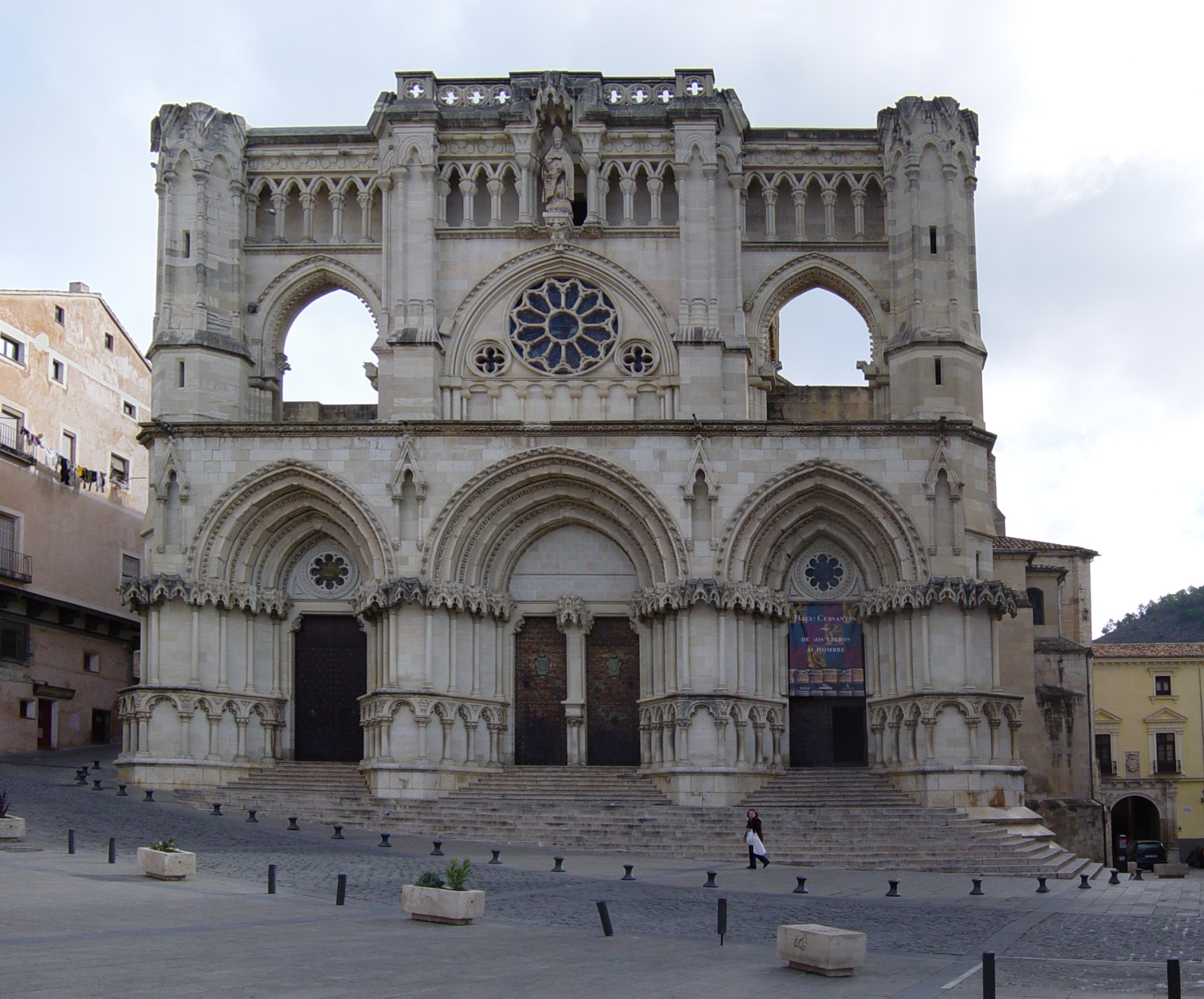
Catedral de Santa María e San Julián de Cuenca

A lenda diz que esta será a única catedral fortaleza para a Salvação do dia Fim desesperada do mundo, previsto por Nostradamus em suas "Centúrias". É o que afirma Rodrigo de Luz, erudito e arquiteto, vinculada à Catedral de Cuenca. 

Rodrigo de Luz diz que dentro deste templo foi salvo e preservado o Santo Graal, que é por isso que a Catedral de Cuenca, no dia do cataclismo final não será destruído e todos os que se refugiam dentro de seus muros antigos. Após a leitura dos livros do Apocalipse e os séculos de Nostradamus, o pesquisador concluiu que os dois textos referem-se ao templo, no final do dia, os presentes receberão a sua salvação. 

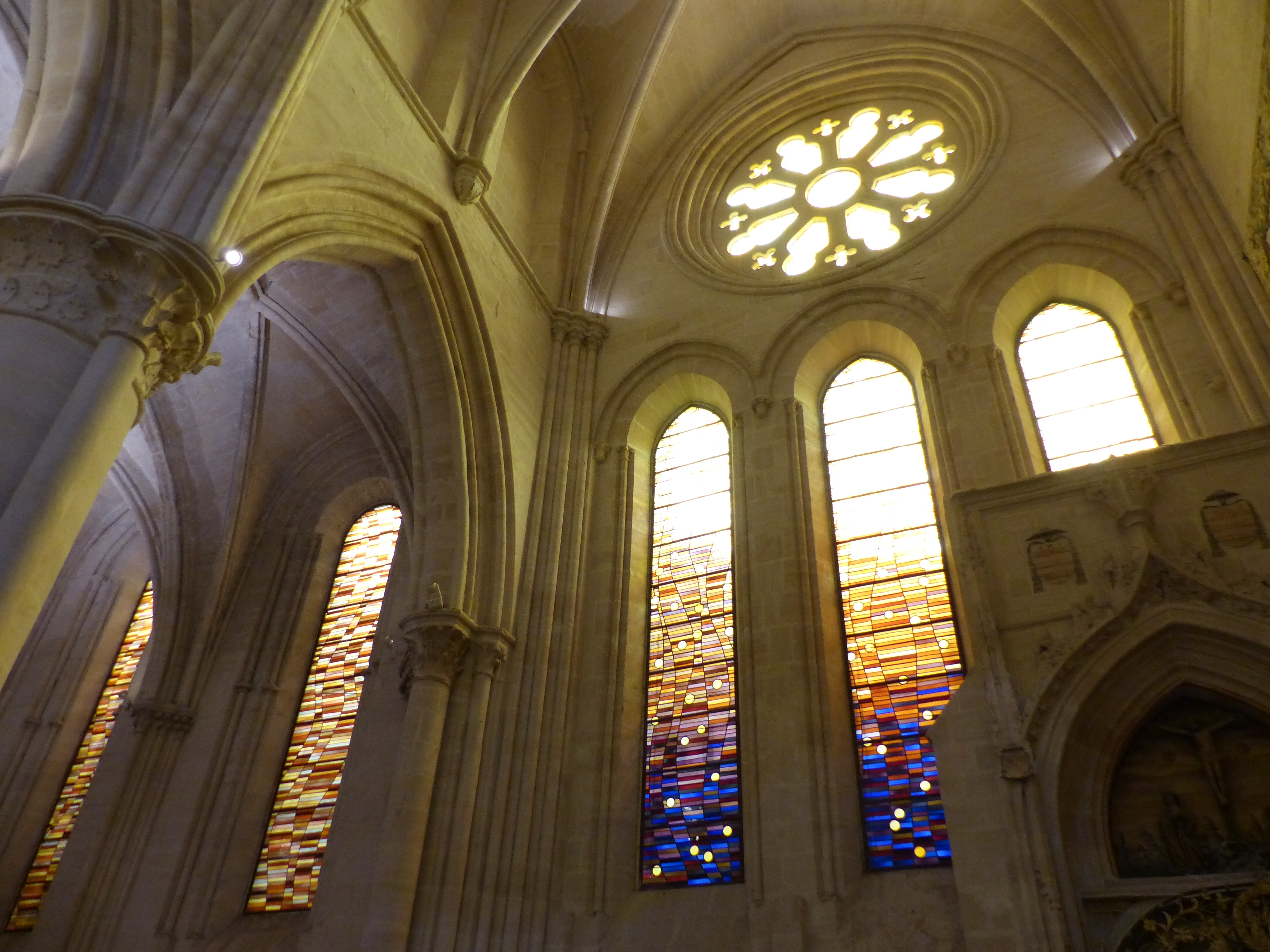
Interior

Sublinhando as semelhanças de Cuenca ea Nova Jerusalém dos livros do Apocalipse, a Nova Jerusalém terá uma porta de salvação, "com 12 portas; nas 12 arcos, 12 anjos."
A Catedral de Cuenca se encaixa nessa comparação, 12 portões de arcos, cada um dos quais tem 12 anjos, tal como indicado no livro do Apocalipse, como uma curiosidade, os 12 anjos de pedra foram esculpidas com um rosto sério e suas mãos pegam um livro, todos, exceto um, que está sorrindo alegremente e segurando nas mãos um copo, pensando que isso mostra parte da lenda do Santo Graal escondido eo Mistério da Catedral de Cuenca, onde alguns especulam que esta secretamente escondido o Santo Graal. 
Há mais mensagens escondidas, como é o mistério do escudo de armas da cidade de Cuenca, é um escudo de grande simplicidade, curiosamente contém um copo, e esse copo, contou com um 8 aguçado, símbolo dos Templários.